# Station Golfech
Station Golfech is een voormalig spoorwegstation in de Franse gemeente Golfech. Het werd gesloten op 2 juli 2017.